# Rastenfeld
Rastenfeld ist eine Marktgemeinde mit 1573 Einwohnern (Stand 1. Jänner 2025) im Bezirk Krems-Land in Niederösterreich.

## Geografie
Rastenfeld liegt im Waldviertel in Niederösterreich. Die Fläche der Marktgemeinde umfasst 47,62 Quadratkilometer. Mehr als die Hälfte der Fläche ist bewaldet, fast vierzig Prozent werden landwirtschaftlich genutzt.

### Gemeindegliederung
Das Gemeindegebiet umfasst folgende neun Ortschaften (in Klammern Einwohnerzahl Stand 1. Jänner 2025):
- Marbach im Felde (206)
- Mottingeramt (129) samt Gernitz und Kamphütten
- Niedergrünbach (158)
- Ottenstein (0)
- Peygarten-Ottenstein (516)
- Rastenberg (17)
- Rastenfeld (476)
- Sperkental (65)
- Zierings (6)

Die Gemeinde besteht aus den Katastralgemeinden Marbach im Felde, Mottingeramt, Niedergrünbach, Peygarten, Rastenberg, Rastenfeld, Sperkenthal und Zierings.

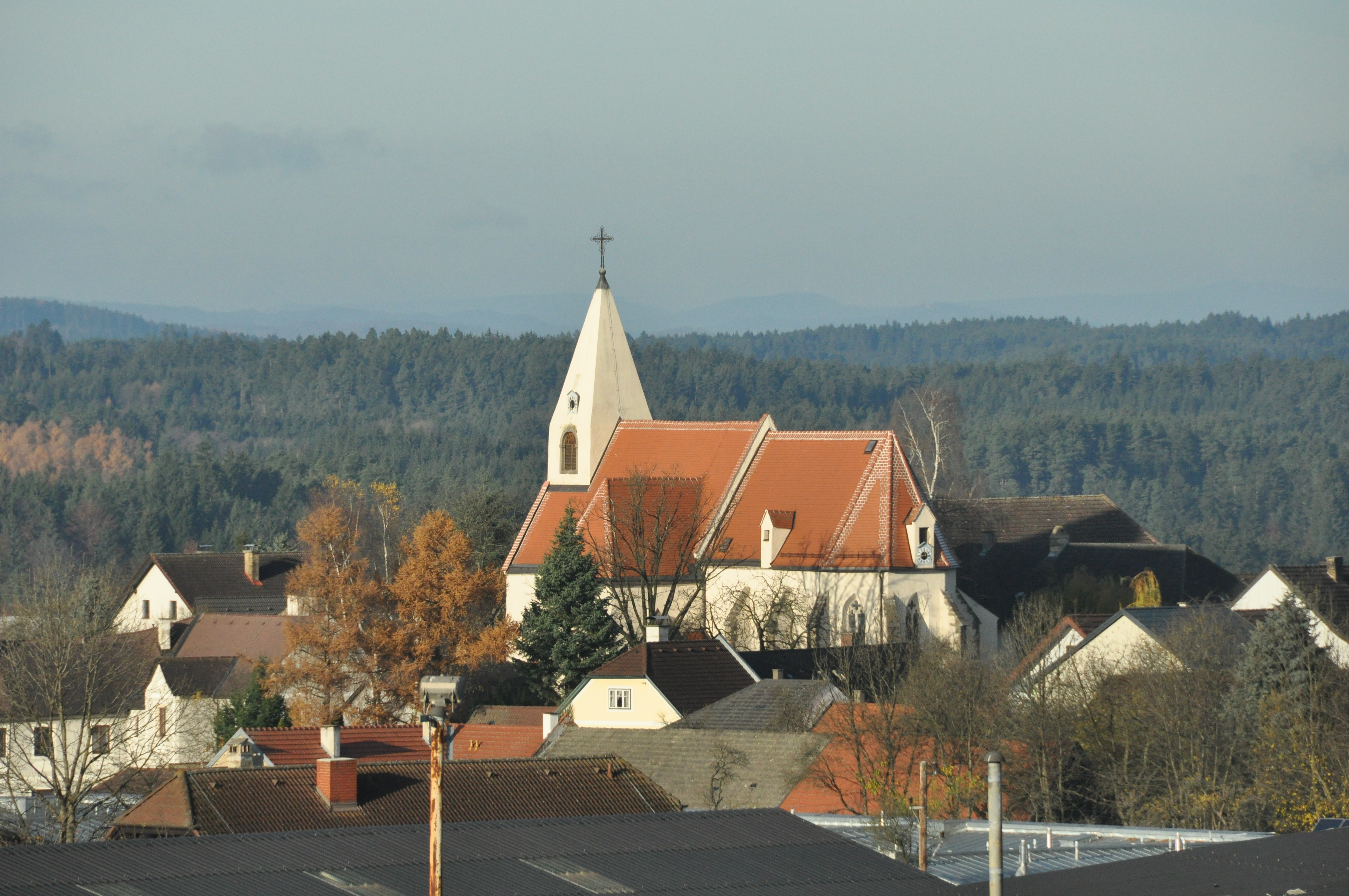
Pfarrkirche in Rastenfeld

### Nachbargemeinden
| Zwettl (Zwettl)     | Pölla (Zwettl)           | Krumau  |
| Waldhausen (Zwettl) | Kompass                  | Jaidhof |
|                     | Lichtenau im Waldviertel | Gföhl   |

## Geschichte
Die erste urkundliche Erwähnung erfolgte im 13. Jahrhundert. Im Jahr 1254 wurde ein Otto de Rastenveld genannt, 1271 wurde Rastenfeld bereits als Markt bezeichnet.

### Einwohnerentwicklung
| Rastenfeld: Einwohnerzahlen von 1869 bis 2025       | Rastenfeld: Einwohnerzahlen von 1869 bis 2025 | Rastenfeld: Einwohnerzahlen von 1869 bis 2025 | Rastenfeld: Einwohnerzahlen von 1869 bis 2025 | Rastenfeld: Einwohnerzahlen von 1869 bis 2025 |
| --------------------------------------------------- | --------------------------------------------- | --------------------------------------------- | --------------------------------------------- | --------------------------------------------- |
| Jahr                                                |                                               |                                               |                                               | Einwohner                                     |
| 1869                                                | 1869                                          |                                               | 2.076                                         | 2.076                                         |
| 1880                                                | 1880                                          |                                               | 2.196                                         | 2.196                                         |
| 1890                                                | 1890                                          |                                               | 2.135                                         | 2.135                                         |
| 1900                                                | 1900                                          |                                               | 2.159                                         | 2.159                                         |
| 1910                                                | 1910                                          |                                               | 2.047                                         | 2.047                                         |
| 1923                                                | 1923                                          |                                               | 1.897                                         | 1.897                                         |
| 1934                                                | 1934                                          |                                               | 1.823                                         | 1.823                                         |
| 1939                                                | 1939                                          |                                               | 1.682                                         | 1.682                                         |
| 1951                                                | 1951                                          |                                               | 1.547                                         | 1.547                                         |
| 1961                                                | 1961                                          |                                               | 1.630                                         | 1.630                                         |
| 1971                                                | 1971                                          |                                               | 1.517                                         | 1.517                                         |
| 1981                                                | 1981                                          |                                               | 1.383                                         | 1.383                                         |
| 1991                                                | 1991                                          |                                               | 1.334                                         | 1.334                                         |
| 2001                                                | 2001                                          |                                               | 1.367                                         | 1.367                                         |
| 2011                                                | 2011                                          |                                               | 1.396                                         | 1.396                                         |
| 2021                                                | 2021                                          |                                               | 1.619                                         | 1.619                                         |
| 2025                                                | 2025                                          |                                               | 1.573                                         | 1.573                                         |
| Quelle(n): Statistik Austria, Gebietsstand 1.1.2021 |                                               |                                               |                                               |                                               |

Von 1981 bis 2011 blieb die Bevölkerungszahl beinahe konstant, Geburtenbilanz und Wanderungsbilanz waren abwechselnd positiv und negativ, seither steigt die Einwohnerzahl wieder.

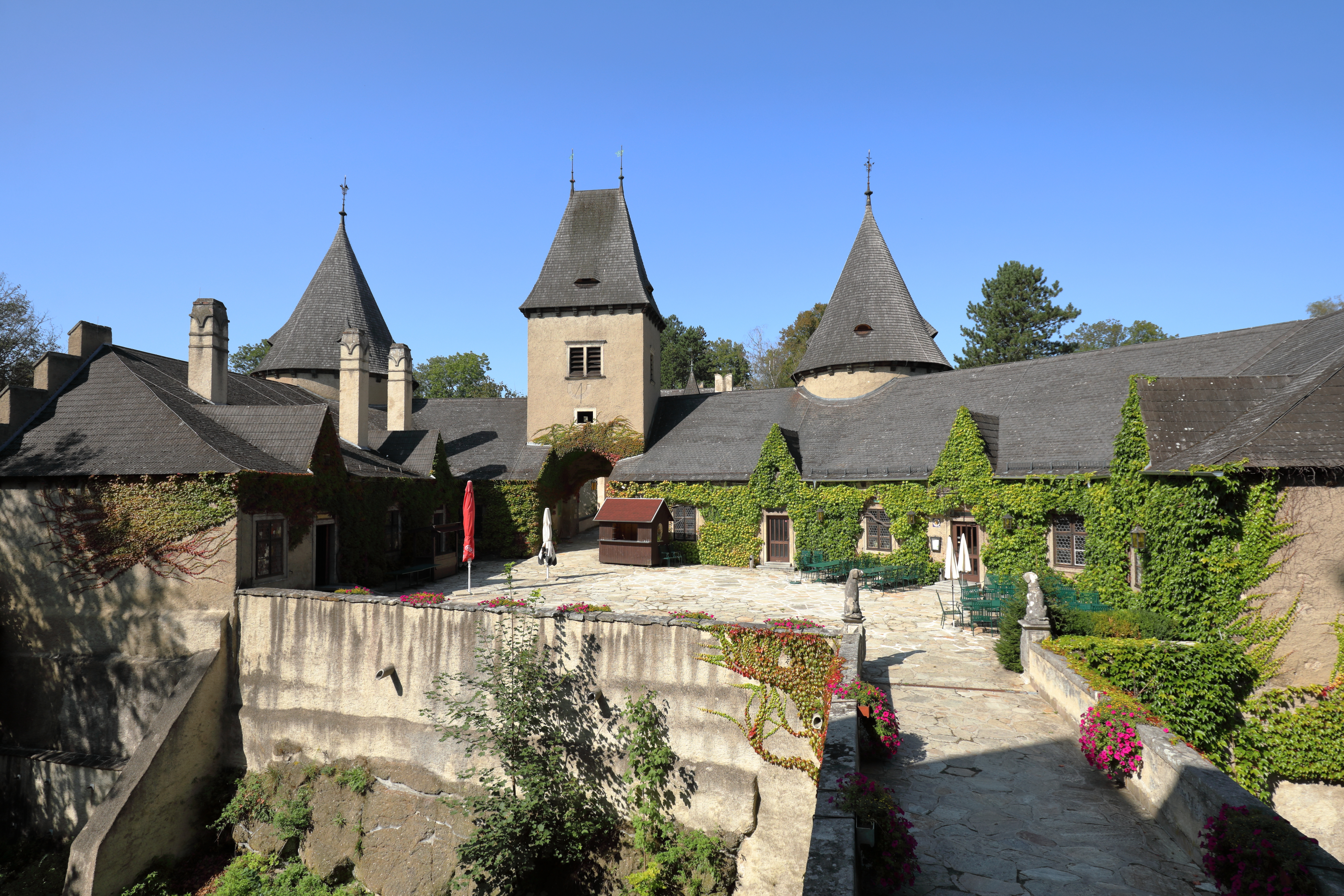
Burg Ottenstein

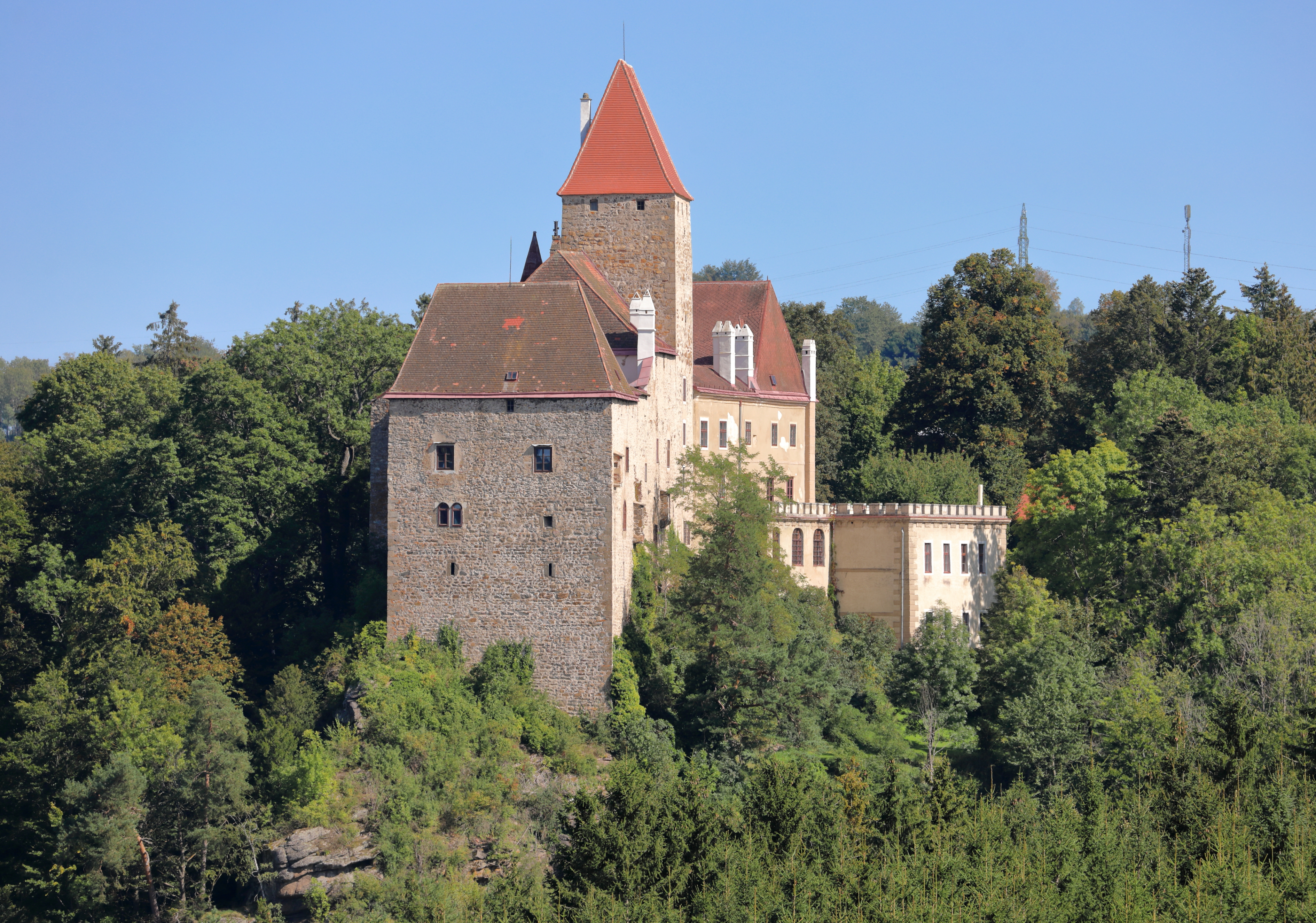
Burg Rastenberg

## Kultur und Sehenswürdigkeiten

### Bauwerke
- Burg Ottenstein
- Burg Rastenberg
- Katholische Pfarrkirche Niedergrünbach Hll. Philippus und Jakobus
- Katholische Pfarrkirche Rastenfeld Mariä Himmelfahrt

### Mühlen
- Neumühle: 1957 war das Ende der Neumühle, die Mühle musste dem Stausee Ottenstein weichen. Mit der Übersiedelung wurde auch der Mühlbetrieb eingestellt.
- Schöpfermühle: Sie steht am Rande des Stausees und ist bis heute erhalten.

### Regionale Zusammenarbeit
Die Marktgemeinde Rastenfeld ist Mitglied der Kleinregion Kampseen.

## Wirtschaft und Infrastruktur
Im Jahr 2010 gab es in Rastenfeld 82 land- und forstwirtschaftliche Betriebe und 78 nichtlandwirtschaftliche Arbeitsstätten (Stand 2011). In der Landwirtschaft waren 66 Personen tätig, im sekundären Wirtschaftssektor 350 und im tertiären Sektor 299 Personen. Die Erwerbsquote stieg von 49,6 % im Jahr 2001 auf 52,3 % im Jahr 2011.

### Bildungseinrichtungen
In der Gemeinde gibt es einen Kindergarten, eine Volksschule und eine Neue Mittelschule.

## Politik

### Gemeinderat
Im Marktgemeinderat gibt es 19 Sitze.
| Partei                          | 2025    | 2025    | 2020  | 2020    | 2015  | 2015    | 2010  | 2010    | 2005  | 2005    | 2000  | 2000 |
| Partei                          | Prozent | Mandate | %     | Mandate | %     | Mandate | %     | Mandate | %     | Mandate |       |      |
| ------------------------------- | ------- | ------- | ----- | ------- | ----- | ------- | ----- | ------- | ----- | ------- | ----- | ---- |
| ÖVP 1)                          | 70,5    | 14      | 4,69  | 16      | 81,69 | 16      | 60,54 | 12      | 69,92 | 14      | 81,69 | 16   |
| SPÖ                             | 8,53    | 1       | 15,31 | 3       | 18,31 | 3       | 22,24 | 4       | 10,03 | 2       | 10,70 | 2    |
| FPÖ                             | 20,96   | 4       |       |         |       |         |       |         | 1,86  | 0       | 7,62  | 1    |
| Lebenswerte Gemeinde Rastenfeld |         |         |       |         | 14,30 | 3       | 16,15 | 3       |       |         |       |      |
| GRÜNE                           |         |         |       |         | 2,93  | 0       | 2,04  | 0       |       |         |       |      |

1) Die Partei trat 2010 unter dem Namen „Österreichische Volkspartei Rastenfeld“ an. 2025 trat die Partei unter dem Namen WANDL „Liste Gerhard Wandl – VP Rastenfeld“ an.

### Bürgermeister
Bürgermeister der Marktgemeinde ist  Gerhard Wandl.

### Wappen
Das Wappen wurde im Jahr 1494 verliehen:
Der in der Mitte geteilte Wappenschild enthält im oberen weißen Feld nebeneinander zwei rote Jakobsmuscheln und im unteren roten Feld eine weiße Jakobsmuschel.

### Partnergemeinde
Seit 2002 ist die Gemeinde Rastenberg im Landkreis Sömmerda in Thüringen (Deutschland) Partnergemeinde von Rastenfeld.

## Persönlichkeiten
- Franz Ölzelt (1887–1963), Politiker und Geistlicher
- Maria Burger (* 1996), Singer-Songwriterin